# Ахмедизам
Ахмедизам, пуним именом Ахмедија муслимански  џемијет (арап. الجماعة الإسلامية الأحمدية) је исламски верски покрет и организација пореклом из Британске Индије. Његови верници, звани ахмедисти или ахмедије, сматрају да је њихов оснивач и први вођа, Мирза Гулам Ахмед (1835–1908), носилац исламских титула Месије и Махдија. Покрет данас има око 12 милиона припадника; организација, коју од смрти Мирзе Гулама воде халифе, управља се из Лондона. Пети и тренутни халифа је Мирза Мансур Ахмед.

У традиционалној исламској есхатологији сматра се да су Месија (Исус) и Махди личности које ће се појавити уочи Судњег дана и играти кључну улогу у његовом остварењу. Мирза Гулам Ахмед, проповедник из Кадијана у Индији, тврдио је да је током свог живота добијао откривења на ову тему, као и на тему есхатологије многих других религија. Крајем 19. века, прогласио је да је он метафорично остварење ове две личности и коначни реформатор (прочиститељ) ислама. За формално оснивање ахмедизма узима се 1889. година, када је Мирза Гулам примио завете од својих најближих пратилаца; за то време, његов покрет скупио је значајан број припадника. Халифати, који су установљени након његове смрти, вођени су првобитно из Британске Индије и каснијег Пакистана.
Традиционални исламски ауторитети одбацују ахмедисте као јеретички или чак неисламски покрет. Током тзв. Трећег халифата (1965-1982) народина скупштина Пакистана прогласила је ахмедизам као мањинску (а самим тим и немуслиманску) заједницу; додатни притисци од стране владе Пакистана доводе до коначног пресељења у Лондон 1984. године. Ахмедисти са своје стране сматрају да је Мирза Гулам прочистио ислам од корупције и страних утицаја и тиме вратио веровање у стање какво је било за време пророка Мухамеда. Као и остали муслимани, прихватају Куран, хадисе и шест стубова ислама као највеће верске ауторитете и моле се пет пута дневно гледајући у Меку. Пак се разликују у многим другим кључним погледима: тако између осталог, сматрају да се пророчки дар спушта на земљу и након Мухамедове смрти; верују да је Исус разапет на крст, али да је с њега сишао и коначно преминуо у Индији; уче да је историја света цикличне природе, и много шта друго.
Ахмедисти држе да је ислам последње откривење послато од Бога за сво човечанство, и да се он сме ширити једино мирним путем. Историјски су знаменити због своје активне мисионарске делатности: сматра се да су први исламски мисионари у Великој Британији и западном свету иначе, где су и основали прву лондонску џамију. Почетком 20. века, објављују сопствене преводе Курана на енглески. 1984. године покренули су и прву муслиманску радио станицу у Уједињеном Краљевству. Њихове мисионарске активности захватале су и остале земље. Данас су распрострањени на свим насељеним континентима, и, мада свуда мањинске, њихове заједнице нарочито су присутне у Индонезији и земљама подсахарске Африке.

## Списак халифа Ахмедија џемијета
| Име                          | Слика | Време владавине | Подаци |
| ---------------------------- | ----- | --------------- | --- |
| Хаким Нурудин                |       | 1908–1914       | Блиски пријатељ Мирзе Гулама Ахмеда. Слао прве мисионаре у Британију и успешно решио унутрашње сукобе.                                                  |
| Мирза Баширудин Махмуд Ахмед |       | 1914–1965       | Син Мирзе Гулама Ахмеда. Постао халифа као млад. Утврдио унутрашњу организацију халифата и активно радио на међународним мисијама.                      |
| Мирза Насир Ахмед            |       | 1965–1982       | Син другог халифе и унук Мирзе Гулама. Представљао ахмедизам пред Народном скупштином Пакистана. Надгледао компилацију и објављивање дела Мирзе Гулама. |
| Мирза Тахир Ахмед            |       | 1982–2003       | Син другог халифе и полубрат трећег. Водио заједницу кроз период угњетавања и преселио халифат у Лондон. Покренуо прву ахмедија ТВ станицу.             |
| Мирза Мансур Ахмед           |       | 2003–данас      | Праунук Мирзе Гулама. Изградио Мубарек џамију у Тилфорду, тренутно седиште халифата. Покренуо додатне ТВ и радио станице.                               |